# Rayma Suprani
Rayma Suprani (Caracas, Venezuela, 22 de abril de 1969) es una caricaturista venezolana. En 2014 fue expulsada del periódico El Universal por realizar una caricatura satirizando al presidente Hugo Chávez. Mientras que oficialistas la han criticado por su oposición al gobierno, otros han aclamado su «particular capacidad de observación» y su «fina inteligencia». El crítico Alfonso Molina aclamó su trabajo escribiendo «el trabajo de Rayma Suprani en El Universal une inteligencia, sensibilidad y talento para expresar nuestra vida como país a través de viñetas muy agudas que no pretenden hacernos reír sino ponernos a pensar. Periodista y caricaturista, logra comunicar sus ideas de una manera muy personal pero siempre con un sentido colectivo».

## Infancia y educación
Suprani empezó a dibujar en la adolescencia y se formó por varios años en el taller de Pedro Centeno Vallenilla. Cuando tomó el periodismo dejó la pintura por un largo tiempo. Se graduó en la Universidad Central de Venezuela.

## Carrera
Inició muy joven a trabajar en el diario Economía Hoy, y luego de estar en El Diario de Caracas formó parte de El Universal como caricaturista principal por 19 años. Las caricaturas de Rayma han «sido rechazadas como racistas y clasistas por numerosos oficialistas» y «a menudo muestran a los chavistas parecidos a gorilas con franelas rojas, encadenados a su partido político con grilletes».

### Exhibición de arte
En 2012 realizó su primera exposición individual, Frente al espejo, la cual fue exhibida en la Galería D’Museo del Centro de Arte Los Galpones. Un escritor de El Universal notó que mantuvo «el mismo espíritu crítico que ha caracterizado a sus dibujos y caricaturas desde sus inicios. Mordaz, a ratos. Irónico, otras veces. Corrosivo, casi siempre». El crítico Alfonso Molina indicó: «Es otra Rayma Suprani. Pero es la misma», y que era «una manifestación de vigor y audacia que me entusiasmó, me mostró otro camino de una misma creadora».

### Despido
Su última caricatura, publicada en El Universal el 17 de septiembre de 2014, mostraba un electrocardiograma bajo el título «Salud», seguido por la firma del expresidente Hugo Chávez, la cual estaba unida a otro electrocardiograma sin latidos bajo las palabras «Salud en Venezuela», combinando dos temas nacionales sensibles: el legado de Chávez y la gestión del gobierno del sistema de salud. Horas después de la publicación de la caricatura, Rayma fue despedida, tuiteando: «Hoy se me notifica mi despido de el Universal por esta caricatura y por mi postura incómoda ante la denuncia gráfica».
The Guardian señaló que El Universal recientemente había sido vendido a «una compañía española poco conocida llamada Epalistica, la cual, empleados del periódico aseguran que es un frente de un grupo de inversores oficialistas» y que desde la adquisición, el periódico cambió de una postura opositora a una postura más amigable hacia el gobierno, resultando en el despido o la renuncia de varios columnistas. Rayma dijo en una entrevista con la cadena Unionradio que «el gobierno ha ido comprando los medios que no puede silenciar», haciendo referencia a lo que ha ocurrido con otros medios como Globovisión y los diarios de Cadena Capriles. Después de que se reportara su despido, Henrique Capriles y otros líderes opositores respondieron tuiteando su respeto por ella. Capriles escribió «talento es lo que te sobra y la admiración de miles,de lo que carecen los que hoy están en el poder, ¡un abrazo!».
Suprani fue invitada como oradora en el Oslo Freedom Forum en mayo de 2015.